# Fulla perforada

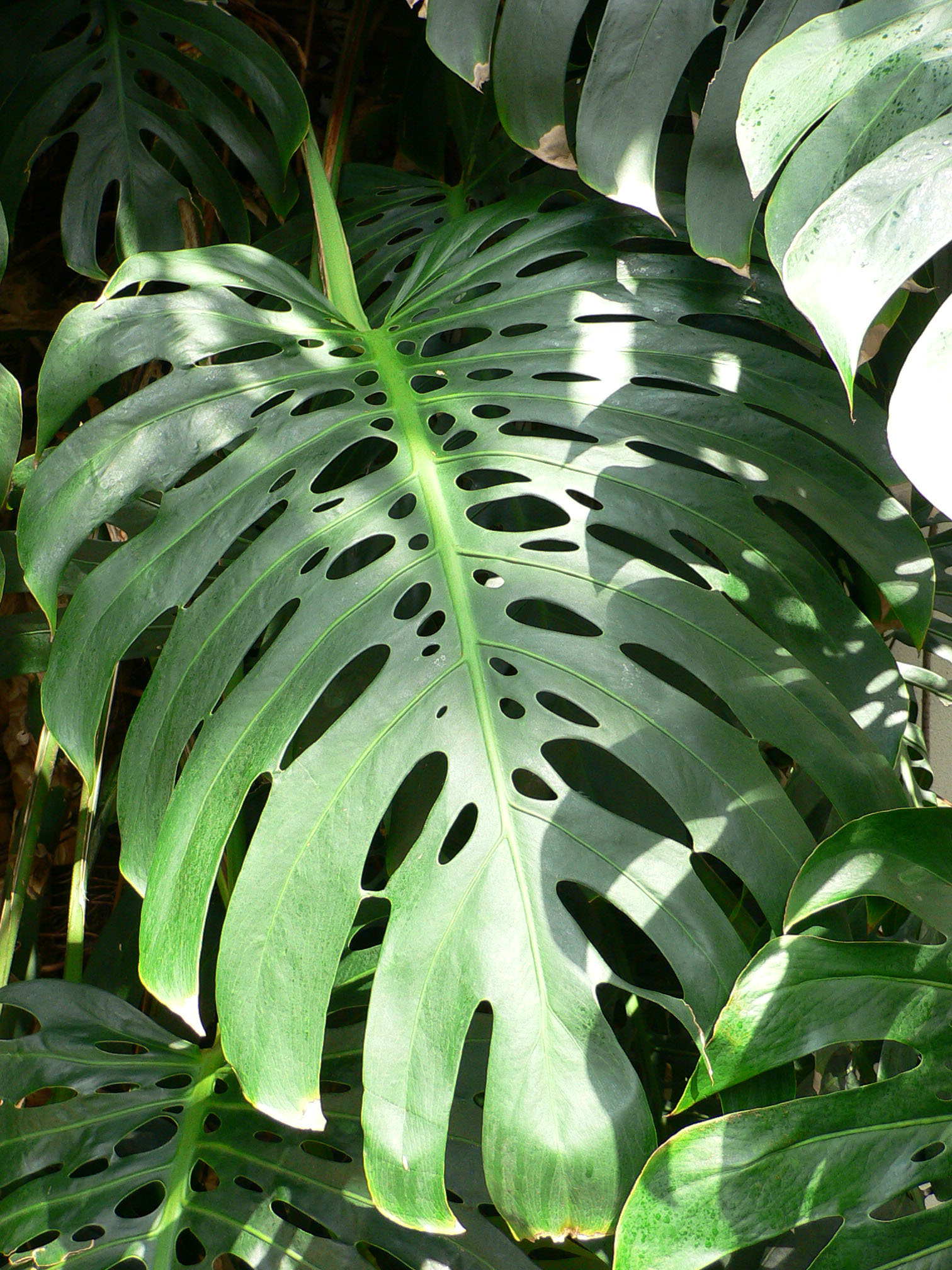
Perforació vista a Monstera deliciosa

Les fulles perforades, de vegades anomenades fenestrades, apareixen de forma natural en algunes espècies de plantes. Els forats es desenvolupen a mesura que creix una fulla.
La mida, la forma i la quantitat de forats de cada fulla poden variar molt segons l'espècie i fins i tot poden variar molt dins d'una espècie determinada. La perforació és causada per seccions de la fulla que cessen el creixement cel·lular o moren durant una fase inicial del desenvolupament de la fulla. Aquestes deformacions que es creen al principi del desenvolupament de la fulla s'acaben. semblant més a talls, mentre que les que es desenvolupen més tard s'acaben semblant més a forats. Aquest tret es troba només en una espècie d'Aponogetonàcies (Aponogetonaceae), Aponogeton madagascariensis, i a alguns gèneres d'Aràcies (Araceae), particularment la Monstera.
No se sap del tot per a què serveix la perforació amb finalitats evolutives, però hi ha diverses possibilitats. La perforació podria servir per reduir les variacions de la taxa de creixement, minimitzar les probabilitats que les fulles es trenquin per vents forts o pot ajudar a maximitzar la quantitat de pluja que pot arribar a les arrels de la planta. També podria ajudar a refredar la planta al produir turbulències al voltant de la fulla. Una altra possibilitat és que la perforació sigui una defensa contra els herbívors. Els forats poden fer que la fulla sembli menys atractiva per als herbívors. Això, però, és poc probable en relació amb les aràcies hemiepifítiques, que sovint mostren aquest tret, a causa de la tendència a que les fulles juvenils no es perforin.